# 1,2-Динітроетан
1,2-Динітроетан СН2(NO2)CH2NO2 — нітросполука, вибухова речовина. Вперше отримана М. Семеновим у 1864 році.

## Фізичні властивості
1,2-Динітроетан — це кристалічна речовина з температурою плавлення 39 °C і температурою кипіння 135 °C; густина 1,46 г/см3.

## Отримання
Отримують 1,2-динітроетан дією двоокису азоту на етилен при 0 °С:
{\displaystyle \mathrm {CH_{2}{=}CH_{2}+2NO_{2}\ \longrightarrow CH_{2}(NO_{2})CH_{2}NO_{2}} }.
При цьому також утворюється нітроетилнітрит NO2CH2CH2ONO дуже нестабільний продукт, легко розкладається.
1,2-динітроетан — потужна вибухова речовина, в 1,5 раза перевершує пікринову кислоту і разом з тим менш чутлива до удару, ніж пікринова кислота. Проте висока реакційна здатність і низька стабільність не дозволяють застосовувати його як вибухову речовину. При взаємодії з лугами дає нітроетилен, який легко полімеризується, з органічними кислотами — продукти приєднання.